# 잰 셔카우스키
재니스 "잰" 셔카우스키(영어: Janice "Jan" Schakowsky, 1944년 5월 26일 ~ )는 미국 민주당 소속의 정치인이다. 1999년 이래 일리노이주 연방 하원 의원으로 재직중이다. 시카고 태생이며, 아버지는 리투아니아 유대계 이민자, 어머니는 러시아 유대계 이민자이다. 결혼 전의 이름은 재니스 데이노프(Janice Danoff)이다.

## 역대 선거 결과
| 선거명      | 직책명                         | 대수  | 정당   | 득표율 | 득표수    | 결과 | 당락                     |
| ----------- | ------------------------------ | ----- | ------ | ------ | --------- | ---- | ------------------------ |
| 1990년 선거 | 하원의원 (일리노이 제4선거구)  | 87대  | 민주당 | 63.59% | 17,072표  | 1위  | 일리노이 주의원 당선     |
| 1992년 선거 | 하원의원 (일리노이 제18선거구) | 88대  | 민주당 | 78.52% | 30,413표  | 1위  | 일리노이 주의원 당선     |
| 1994년 선거 | 하원의원 (일리노이 제18선거구) | 89대  | 민주당 | 78.28% | 17,159표  | 1위  | 일리노이 주의원 당선     |
| 1996년 선거 | 하원의원 (일리노이 제18선거구) | 90대  | 민주당 | 83.41% | 26,910표  | 1위  | 일리노이 주의원 당선     |
| 1998년 선거 | 하원의원 (일리노이 제9선거구)  | 106대 | 민주당 | 74.60% | 107,878표 | 1위  | 일리노이주 하원의원 당선 |
| 2000년 선거 | 하원의원 (일리노이 제9선거구)  | 107대 | 민주당 | 76.43% | 147,002표 | 1위  | 일리노이주 하원의원 당선 |
| 2002년 선거 | 하원의원 (일리노이 제9선거구)  | 108대 | 민주당 | 70.27% | 118,642표 | 1위  | 일리노이주 하원의원 당선 |
| 2004년 선거 | 하원의원 (일리노이 제9선거구)  | 109대 | 민주당 | 75.74% | 175,282표 | 1위  | 일리노이주 하원의원 당선 |
| 2006년 선거 | 하원의원 (일리노이 제9선거구)  | 110대 | 민주당 | 74.59% | 122,852표 | 1위  | 일리노이주 하원의원 당선 |
| 2008년 선거 | 하원의원 (일리노이 제9선거구)  | 111대 | 민주당 | 74.66% | 181,948표 | 1위  | 일리노이주 하원의원 당선 |
| 2010년 선거 | 하원의원 (일리노이 제9선거구)  | 112대 | 민주당 | 66.34% | 117,553표 | 1위  | 일리노이주 하원의원 당선 |
| 2012년 선거 | 하원의원 (일리노이 제9선거구)  | 113대 | 민주당 | 66.33% | 194,869표 | 1위  | 일리노이주 하원의원 당선 |
| 2014년 선거 | 하원의원 (일리노이 제9선거구)  | 114대 | 민주당 | 66.06% | 141,000표 | 1위  | 일리노이주 하원의원 당선 |
| 2016년 선거 | 하원의원 (일리노이 제9선거구)  | 115대 | 민주당 | 66.47% | 217,306표 | 1위  | 일리노이주 하원의원 당선 |
| 2018년 선거 | 하원의원 (일리노이 제9선거구)  | 116대 | 민주당 | 73.49% | 213,368표 | 1위  | 일리노이주 하원의원 당선 |
| 2020년 선거 | 하원의원 (일리노이 제9선거구)  | 117대 | 민주당 | 70.98% | 262,045표 | 1위  | 일리노이주 하원의원 당선 |
| 2022년 선거 | 하원의원 (일리노이 제9선거구)  | 118대 | 민주당 | 71.69% | 179,615표 | 1위  | 일리노이주 하원의원 당선 |
| 2024년 선거 | 하원의원 (일리노이 제9선거구)  | 119대 | 민주당 | 68.39% | 231,722표 | 1위  | 일리노이주 하원의원 당선 |

## 참고 자료
- 미국 의원 인물 소개
- 잰 셔카우스키 - X
- 잰 셔카우스키 - 페이스북